# U
U, u er det 21. bogstav i det latinske alfabet og i det danske alfabet.

## Andre betydninger
Tegnet U har flere betydninger:
1. Kemisk tegn for uran.
2. Biokemisk forkortelse for nukleinsyren uracil
3. Tegnet u kan betyde atommasseenhed
4. Partibogstav for partierne Demokratisk Fornyelse og De Uafhængige
5. Symbol for elektrisk spænding, bl.a. i Ohms lov
6. Bruges som  forkortelse for "You"